# 長崎の鐘
『長崎の鐘』（ながさきのかね）は、永井隆が執筆した随筆。

## 概要
内容は、長崎医科大学（現長崎大学医学部）助教授だった永井が原爆爆心地に近い同大学で被爆した時の状況と、右側頭動脈切断の重症を負いながら被爆者の救護活動に当たる様を記録したもの。被爆時に大学をはじめとする長崎の都市が完全に破壊された様子、火傷を負いながら死んでゆく同僚や市民たちの様子を克明に描いている。永井は、この時妻を亡くした。また、救護の際には、頭部の重症と疲労から自らも危篤状態におちいるが、同僚医師や看護婦たちの努力により一命を取り留める。「長崎の鐘」とは原子爆弾の投下により吹き飛ばされてしまったカトリック浦上教会（旧浦上天主堂）の「アンジェラスの鐘」のことである（2つの鐘のうち1つは奇跡的に地中から掘り出された）。
2023年（令和5年）には日付が1948年（昭和23年）6月4日の未発表原稿（序文）が発見された。これは題名を「長崎の鐘」とする前の原稿で、「戦争を防ぎ、原子力を平和的に利用して頂きたい一念から」と執筆動機が記されており題名を「原子時代の開幕」としている。
作品は連合国軍最高司令官総司令部（GHQ）の検閲によりすぐには出版の許可が下りなかった。精神科医の式場隆三郎が創刊に関った『東京タイムズ』に「原爆病患者の手記」の連載を始めると大いに話題になり、1948年、永井隆の『生命の河』がやはり式場隆三郎の経営する日比谷出版社から出版された。『長崎の鐘』は、検閲を受けた上で、チャールズ・ウィロビーの判断により、GHQ側から日本軍によるマニラ大虐殺の記録集である『マニラの悲劇』との合本とすることを条件に、1949年（昭和24年）1月、同じく日比谷出版社から出版され、紙不足の当時としては空前のベストセラーとなった。
永井自身は、「なかなか出版してくれる出版社がなく、式場隆三郎氏などの尽力により出版にこぎつけた」と本書序文に書いている。
同年7月にサトウハチロー作詞・古関裕而作曲で同書をモチーフとした歌謡曲が発売されて大ヒットし、翌1950年（昭和25年）には松竹により映画化された。

## 歌謡曲

### 藤山一郎の曲
藤山一郎の楽曲。作詞・サトウハチロー、作曲・古関裕而。1949年（昭和24年）7月1日にコロムビアレコードからシングルレコードが発売された。

#### 概要
藤山は1951年（昭和26年）1月3日放送のNHK『第1回NHK紅白歌合戦』で本曲を歌唱し、白組トリおよび大トリを務めた。紅白ではその後も1964年（昭和39年）・第15回、1973年（昭和48年）・第24回（特別出演）、1979年（昭和54年）・第30回（特別出演、メドレーの2曲目で歌唱）の3回歌唱された。
「長崎の鐘」の吹き込みは最初、池真理子で行おうとレコード会社は考えていたが、歌詞を見た池は「『長崎の鐘』は永井隆博士のご心境を歌ったものであるから、男の人が歌うべき」と思い、尊敬していた藤山一郎による吹き込みを切望し、会社側を説得した。自身は母の気持ちを歌ったB面「いとし吾が子」を吹き込んだ。

#### ヒットの要因
サトウハチローの詞には、原爆を直接描写した部分は全くない（当時の米軍の検閲をはばかったものと思われる）。単に長崎だけではなく、戦災を受けた全ての受難者に対する鎮魂歌であり、打ちひしがれた人々のために再起を願った詞である。古関裕而が作曲し、藤山一郎が優秀な音楽技術で格調高く美しく歌い上げた。なお、サトウの弟(節)も広島の原爆の犠牲者となっている。
レコーディングには逸話が残っている。1949年4月4日、この曲を吹き込むからから来てほしいとコロムビアから藤山の家に電話があった。当日藤山は疲労のため体調を崩し40度近い高熱を出し苦しんでいたので、断ろうとした。しかし式場隆三郎や山下清ら関係者がすでにコロムビアのスタジオに来ているということを聞き、妻の運転する車でスタジオに向かった。あくまで関係者に聞かせるための仮録音だからと言われ、病気の藤山は力なく唄った。しかしその歌唱はスタッフ・関係者一同の感動を呼び、再吹き込みを経ることなくそのまま発売された。このことはNHKのラジオ番組「昭和歌謡大全集」（小池勇・泉ピン子司会）に藤山が出演した際、彼自身が語っている。藤山は「僕はよい曲を貰うと元気一杯に歌ってしまう。あの時もしも体調を崩していなかったら、この曲はあんなに売れなかっただろう」と述べている。

#### 新しき朝
本作を聴いて感動した永井は、「新しき朝」と題する短歌を詠み、古関・サトウ・藤山に贈った。
- 古関はこれにも曲をつけているが、この曲はソプラノ歌手藍川由美のアルバムCD『古関裕而歌曲集』（1996年）に収録されたのが初録音である。同アルバムには「長崎の鐘」も収録されている。
- 藤山は自分の作曲による「新しき朝」を、1959年（昭和34年）収録版の「長崎の鐘」の最後にコーダとして収録。ステージでも、たまに歌っていた。

### 藤原義江の曲
藤山一郎版のシングル発売の2か月後、永井一家と交流のあった植本一雄の作詞・作曲による藤原義江の歌謡曲が、同タイトルで発表されている。

## 映画
『長崎の鐘』（ながさきのかね）は、1950年（昭和25年）9月23日公開の日本映画である。松竹製作・配給。監督は大庭秀雄。モノクロ、スタンダード、94分。
戦後、日本人によって原爆を取り扱った劇映画第1号である。GHQによる検閲のため、原爆および被爆状況などについて真正面から取り上げることが出来ず、永井隆博士の生涯を描いた作品という形で製作された。
スタッフ
- 監督：大庭秀雄
- 製作：小倉武志
- 脚本：新藤兼人、光畑硯郎、橋田壽賀子
- 撮影：生方敏夫
- 音楽：古関裕而
- 美術：森幹男

キャスト
- 永井隆：若原雅夫
- みどり：月丘夢路
- 山田幸子：津島恵子
- 朝倉教授：滝沢修（民芸）
- 山下：三井弘次
- 孫左衛門：薄田研二（新協）
- 鈴木神父：青山杉作（俳優座）
- 吉崎医学士：清水一郎
- 爺や：高堂国典
- 五島教授：奈良真養
- 谷村助手：土紀就一
- 永井誠：村瀬禅
- 高松栄子
- 小藤田正一
- 川村禾門

## 鐘をめぐるエピソード

### 旧浦上天主堂「アンジェラスの鐘」
旧浦上天主堂には1925年（大正14年）に完成したロマネスク様式の大聖堂の正面双塔に、それぞれフランス製の「アンジェラスの鐘」が設置されていた。ただ大聖堂完成時に鐘はなく、建設から10年後にフランスから運ばれたという。
しかし、1945年8月9日の長崎への原爆投下により「アンジェラスの鐘」は吹き飛ばされてしまった。鐘のうち1つは損壊したが、もう1つは奇跡的に地中に埋まっているのが発見された。この鐘は同年のクリスマスには木製の三脚に吊るして鳴らされた。

### 平和公園「長崎の鐘」
平和公園の願いのゾーンには「長崎の鐘」という名の鐘がある。被爆から33回忌にあたる1977年（昭和52年）に軍需工場で働いていた人々の慰霊のためのモニュメントとして建立された。被爆地となった浦上には当時いくつもの軍需工場があり、そこで働いていた学生など多くの人々が原爆によって亡くなった。
この鐘を鳴らす追悼行事も開催されており、永井の孫で長崎市立永井記念館館長の永井徳三郎も参加している。
福岡県北九州市の勝山公園にも「長崎の鐘」が設置されている。これは合併前の小倉市が1945年8月9日の原子爆弾投下の第一目標とされ、投下目標地点が旧小倉陸軍造兵廠だったことから、現在跡地の一部が公園として整備されているこの地に長崎市から1973年に寄贈(複製)されたものである。

## 題材としたフィクション
- 吉村達也『「長崎の鐘」殺人事件』徳間書店、1997年。ISBN 978-4198503642

## 参考資料
- 永井隆『長崎の鐘』サンパウロ＜アルバ文庫＞、1995年 ISBN 978-4805664056